# Figyelem
A figyelem (attention) az emberi tapasztalásban központi szerepet tölt be, az ingerek közötti szelektálást, az információfeldolgozást az adott helyeken, adott ingerekre irányítja.
Atkinson és munkatársai (2005) megfogalmazásában a figyelem az a képesség, hogy bizonyos információk részleteit kiemeljük, míg más információkat ezzel egyidejűleg figyelmen kívül hagyjunk.
„Mindenki tudja, mi a figyelem. A figyelem a pszichológiai elmélet veleje.”
„A figyelem szerves része az észlelésről, tanulásról, emlékezetről, gondolkodásról, azaz a megismerési folyamatokról szóló tudásunknak, de nem maradhat ki a motiváció és az érzelmek tárgyalásából sem.”

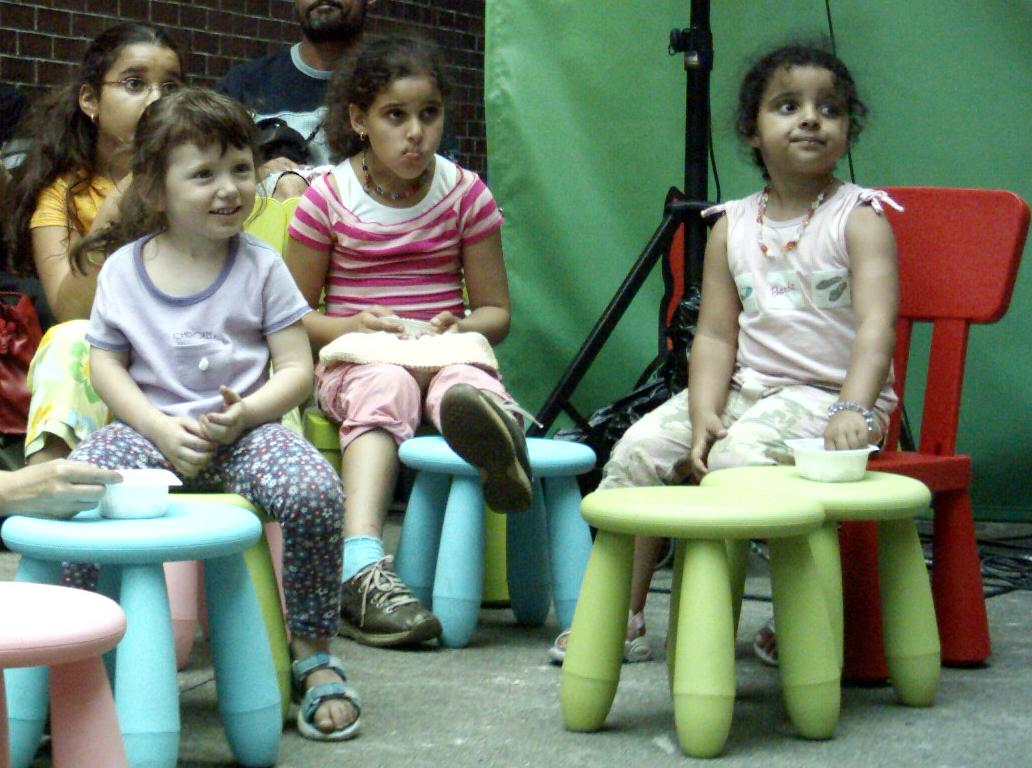
A gyermekek figyelnek a mesemondóra

## Kapacitás probléma
Környezetünk hatalmas információáradattal bombázza érzékszerveinket minden pillanatban. Az információval elárasztott ember bármilyen feladaton is dolgozik, a bejövő információ legnagyobb része lényegtelen. Az észlelőrendszernek és az agynak rendelkeznie kell valamilyen módszerrel, hogy a bejövő információt megszűrje, és a szükséges dolgokat megtartsa, hiszen sokkal több a minket érő inger, mint amennyi kapacitással rendelkezünk ezek feldolgozására. Hogy az ingerek sokaságából mit észlelünk, azt a figyelem határozza meg.
A fogyasztott táplálék minősége befolyásolhatja, hogy ki mennyi ideig képes figyelni

## A figyelem területei az agyban

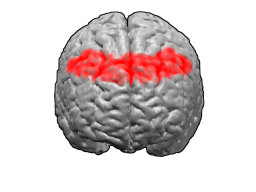
Br 8 és környékének asszociációs területei - vizuális követés

A figyelmi hálózat jobb féltekei dominanciát mutat. A figyelem neuronhálózatának struktúrái: 
1. Prefrontális lebeny; Br.8 és környékének asszociációs területei (vizuális követés)
2. Elülső cinguláris kéreg (vizuális szelekció)
3. Hátsó parietális és parietooccipitális terület (vizuális és téri figyelem, szelekció)
4. Pulvinar (irányított és tartós figyelem szervezése)

## Figyelmi folyamatok

### A figyelmi folyamatok két nagy területe
1. Bottom-up: Alulról felfelé irányuló folyamatoknál az információ a perifériáról (a receptoroktól) a magasabb szintek (az agy) felé áramlik, ezt adatvezérelt feldolgozásnak hívják. Az inger fizikai jellemzői határozzák meg a kialakult aktivitást, majd ezután lép a tudás a színre, ezt a folyamatot területfüggetlen figyelemnek is nevezik.

1. Top-down: Felülről lefelé irányul a tudás észlelésre kifejtett hatása, tehát a fentről le folyamat tudás-vezérelt. Ezt a folyamatot hívják területspecifikus figyelemnek is.

A top-down folyamatok jellemzően négyféle módon fejtik ki hatásukat:
a) A tudás elősegíti az osztályozást. Tudásunk segítségével korábbi tapasztalatainkhoz kötjük a tárgyakat eseményeket, így kategorizálunk. „Korábban látott tárgy” kategóriája a felismerés részét képezi.
b) A tudás ellenőrzése alá vonja a figyelmet. A figyelem egyes ingereket hatékonyabbá tesz, míg másokat akár meg is szüntethet.
c) A tudás segít a szenzoros információ megszerzésében. A top-down folyamatok irányítják a szenzoros bemenetek megszerzését, azaz az első esemény irányítja az azt követő észlelési folyamatokat. (Például amikor megérezzük kedvesünk parfümillatát egy zsúfolt utcán, alaposabban szétnézünk, keresni kezdjük az ismerős alakot.)
d) A tudás kontextust biztosít a szenzoros információnak, hozzátehet, illetve kiegészítheti azt. Az értelmezés a kontextustól függ. „…a szerelmes, elvakulván a szerelemtől, bárkit, ki valamennyire is hasonló, kedvesének hiszi…”
A figyelmi folyamatok mindkét alkotóelemének összehangolt működésére szükség van ahhoz, hogy fenntartsuk a hatékony detekciót, fókuszálási képességet, koncentráció optimális terjedelmét, az ingerszűrést, és a folyamatban lévő kognitív feldolgozást.

## A figyelemre irányuló korai kísérletek

### 1871
1871-ben vizsgálta Jevons egy egyszerű kísérlettel a figyelem terjedelmét. Egy marék babot dobott a tálcára, és megpróbálta egyetlen pillantással megállapítani a babszemek számát. Ezt a kísérletet megismételte néhányszor és minden alkalommal feljegyzést készített arról, hány szem babot vélt felfedezni, és hány szem bab volt valójában a tálcán. Ha a babszemek száma 8-9-nél több volt, akkor hibázni kezdett. Ebből a kísérletből arra lehet következtetni, hogy a figyelmünkkel egy adott pillanatban kb. 7+-2 tárgyat tudunk befogni. Ez a szám megegyezik a rövid távú memória kapacitásával. 

### 1935
John R. Stroop, amerikai pszichológus 1935-ben írta le a figyelem megosztottságára vonatkozó kísérletét. Egy szót elolvasva előbb annak jelentését fogjuk fel - ezt a műveletet az agy “automatikusan“ végzi, majd a szó színének kimondása a jelentést “felülírja“. Agyunkban interferencia lép fel a kétféle feladat elvégzése közben: ahol a név jelentése és színe megegyezik, segíti a szín kimondását, ahol különböznek egymástól ott a reakcióidő megnő. Fordított esetben, amikor a szó jelentését (akár egy színnevet, vagy mást) kell kimondani, nem pedig a szó színét, nem lép fel a késleltetés jelensége.

### 1953
A figyelem multimodalitása. Cherry tudományos munkájának bemutatására egy koktélparti kitűnő színtér: ugyanis mindenki egyszerre beszél, egyszerre érik el a beszédhangok a fülünket, mégis képesek vagyunk pusztán mentális eszközökkel kiválasztani a számunkra fontos üzenetet.

## A figyelem jellemzői

### A figyelem terjedelme
Jevons 1871-ben elvégzett kísérlete alapján arra következtethetünk, hogy figyelmünkkel egy adott pillanatban 7+2 tárgyat tudunk befogni. Ez a szám megegyezik a fonológiai hurok (verbális munkamemória) kapacitásával, a téri vizuális vázlattömb egyszerre 4 mozgó tárgyat tud követni.
A figyelem tartóssága: azt mutatja meg, hogy mennyi ideig vagyunk képesek figyelmünket ráirányítani egy tárgyra. A figyelem e jellemzőjét számos tényező befolyásolja: mennyire monoton ingerre kell figyelnünk, érdeklődésünk, arousal szintünk, stb. Ez egyértelműen mutatja, hogy nagyon nagy egyéni eltérésekkel találkozhatunk, a figyelem tartósságát illetően.
A figyelem megosztottsága: azt jelzi, hogy egyszerre hány dologra tudunk párhuzamosan figyelni. Mindig egy adott figyelmi kapacitással rendelkezünk, mely függ például az aktuális állapotunktól is.
A John R. Stroop fentebb említett 1935-ben végzett kísérlete azért nehéz, mert miközben figyelmünket az egyik szempontra a színre összpontosítjuk, a másik fontos szempont a szavak jelentése is figyelmünket „ostromolja”, gátolva a színmegnevezést.

### A figyelem átvitele
Azt fejezi ki, hogyan tudjuk figyelmünket egyik dologról egy másik dologra átirányítani. A figyelem átvitele lehet szándékos és spontán. Spontán figyelem átvitelről beszélünk például, ha egy színházi darab megtekintése közben, a karzatról lelökik a műsorfüzetet a földszinten ülők közé, hiszen ilyenkor szinte mindenki átviszi figyelmét az előadás cselekményéről, a zaj forrására. Sokkal nehezebb átirányítani figyelmünket a számunkra érdekes dolgokról más, kevésbé érdekes témákra.

### A figyelem fajtái az erőfeszítés és a tudatos ráirányultság alapján
Szándékos (akaratlagos) figyelem esetében a figyelmi tevékenység tudatos mentális erőfeszítést igényel. Szándékos figyelmünk táplálkozhat feladattudatból, érdeklődésből is.
Spontán (akaratlan) figyelemről akkor beszélünk, amikor figyelmünk önkéntelenül egy ingerre irányul. Önkéntelen figyelmet váltanak ki a szokatlan vagy szokatlanul erős ingerek, mozgó tárgyak.

### Automatikus figyelem
Az automatikus figyelem nem igényel tudatos odafordulást és erőfeszítést sem. Gyakorlás révén alakul ki. Az automatikus figyelem lehetővé teszi, hogy figyelmünket megosszuk és egyidejűleg más párhuzamosan folyó tevékenységet is nyomon kövessünk.

### Kitartó figyelem
A figyelemnek az a formája, amely hosszú ideig fennálló nagy mértékű mentális erőfeszítést igényel. Ilyen figyelemre van szükségünk például egy adott problémakör feltárásához, megértéséhez. A kitartó figyelmet befolyásolják motivációink, elvárásaink, érdeklődésünk, előzetes ismereteink és tapasztalataink egyaránt.

## Szelektív figyelem, korai és késői észlelés

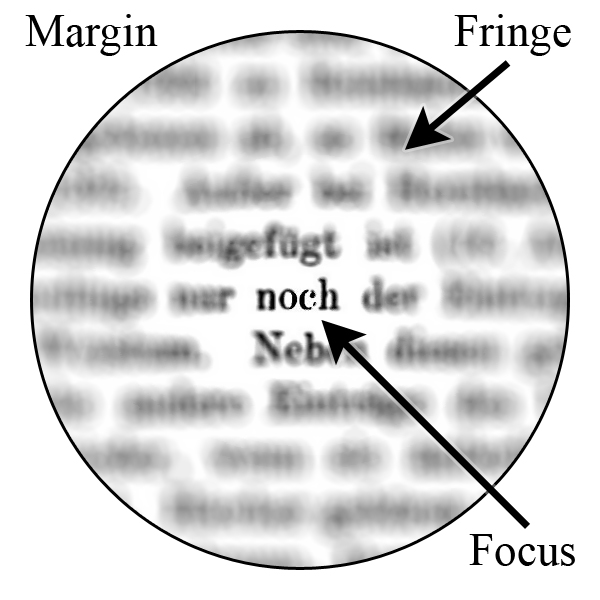
A figyelem reflektor modellje
Focus=a figyelem középpontja
Fringe=a figyelem szaggatott, elmosódott területe
Margin=a figyelem marginális területe

A figyelem az észlelés intenzív, koncentrált formája, amely következtében bizonyos ingerek előtérbe kerülnek a többivel szemben, valamennyi pszichés működésünk velejárója; egy olyan szelektív folyamat, amely bizonyos ingerek hatékonyságát felerősíti, másokét pedig csökkenti. A szelektív figyelem szigorúan korai szűrési modellje szerint a világ nem figyelt vonatkozásai nem léteznek számunkra. A késői szelekció elmélete szerint viszont a nem figyelt ingerek is hatással vannak ránk. Kérdés, hogy ezek milyen módon, milyen körülmények között, és mennyi ideig jelentkezhetnek. A kísérleti figyelemkutatás főleg a figyelem terjedelmével, ingadozásával, átállíthatóságával és típusaival foglalkozik.

### Szelektív figyelem (Selective attention)
Információfeldolgozási kapacitásunk véges, nem tudunk minden ingert azonos súllyal feldolgozni. Mivel számtalan inger éri egyszerre szervezetünket és érzékszerveinket, a túlterhelés – és a fontos információk elvesztésének - elkerülése érdekében választanunk kell közülük. A kapacitásért versengő ingerek közül azok részesülnek előnyben, amelyek a pillanatnyi helyzet szempontjából lényegesek. Ez egy torzított versenyt eredményez. Észlelőrendszerünk – bizonyos bonyolultsági fokon belül - automatikusan választja szét a fontos ingereket a nem relevánsaktól. Ezt a korlátozó mechanizmust a feldolgozás „üvegnyakának” szokták nevezni. Minden esetben, amikor párhuzamosan több olyan esemény zajlik, amelyek egymást kizáró választ kívánnak, figyelmi folyamatok határozzák meg az észlelést, és ilyenkor közvetlenül a tevékenységre hatnak.

### A korai és késői feldolgozás elmélete
Vajon semmit sem fogunk fel azokból az ingerekből, amelyeket nem figyelünk? Milyen mélyen hatolnak be a figyelmi folyamatok az információfeldolgozás folyamataiba? Ez a kérdés a figyelem kutatásának örökzöld témája. A korai és késői szűrés vizsgálatára számos modellhelyzetet dolgoztak ki.

#### Korai szűrési modell (Early selection)
A dichotikus hallási kísérletben a kísérleti személy füleire fülhallgatót helyeznek, melyen keresztül a két fülébe különböző ingereket adtak egy időben. Cherry (1953) kísérletében a két inger két különböző szöveg volt. Az egyik figyelése és folyamatos visszamondása volt a feladat, és az érdekelte a kutatót, hogy a nem figyelt szövegből, mit vesz észre a vizsgált személy. Ezt shadowing (visszhangzási) technikának nevezzük. (Ezzel biztosították a figyelem folyamatos fenntartását.) A kísérletek eredményeképp kiderült, hogy a nem figyelt szövegből szinte semmit nem vettek észre (maximum annyit, hogy férfi vagy női hang hallatszik-e), általában azt sem, amikor másik nyelvre váltottak vagy visszafele játszották le a szöveget.
Broadbent (1958) a megosztott emlékezeti terjedelmet elemző vizsgálatában mindkét fülbe érkező ingerekre figyelniük kellett a kísérleti személyeknek. Az ingerek számpárok voltak, melyeknek egyik tagja a jobb, másik a bal fülbe érkezett, és a sorozat után tetszőleges sorrendben kellett visszamondani őket. A kísérleti személyek – a számpárok sorban történő visszamondása helyett - először az egyik, majd a másik fülbe érkező ingereket mondták vissza, de lényegesen kevesebb számot tudtak visszamondani arról az oldalról, melynek ingereit később kezdik visszamondani. Broadbent ebből arra következtetett, hogy a figyelmi szelekció szűrőként működik, melyen a figyelt ingerek fennakadnak, de a nem figyeltek sem vesznek el azonnal, hanem ideiglenesen megőrződnek agyunk tárolórendszerében („puffer-emlékezet”), ahonnan egy rövid ideig elő lehet hívni őket. Mivel ez a szűrő az információfeldolgozás korai, az input feldolgozása előtti szakaszban működik, Broadbent elméletét a szelektív figyelem korai szűrési modelljének nevezik.
Ez a modell azonban számos kísérleti tényre nem ad választ. A visszhangzási kísérlet részt vevői például gyakran észreveszik, ha a saját nevüket hallják a nem figyelt szövegben. Ezt sajátnév-hatásnak nevezzük.
Amikor Grey és Wedderburn (1960) értelmes szavakat alkotó szótagpárokat adott a kísérleti személyek két különböző fülébe, a beszámoló nem fülek szerint történt, hanem a szótagok összerakásakor az azokból alkotott értelmes szavakat mondták vissza. Az észlelésbe beavatkozott tehát a szavak jelentése, és a nem figyelt ingerek is betörnek a korlátozott kapacitású rendszerbe. Ez arra utal, hogy valamilyen feldolgozás mégiscsak működik még a szelekció előtt. A jelentés meghatározó szerepét Treisman vizsgálatai is alátámasztották. 
Treisman egyik visszhangzási kísérletében (1964) a két különböző fülbe érkező két különböző szöveg a hallgatás egy pontján megcserélődött, majd vissza. Sokan a tartalom alapján folytatták a szöveget, vagyis fület váltottak. Amikor rájöttek a hibára, visszatértek az eredetileg figyelendő fülhöz.
Egy másik kísérletében a résztvevők ugyanezt a szöveget hallották mindkét fülükben, de az egyik a másikhoz képest késleltetéssel indult, mint a kánon. Eredményei szerint csak akkor lehet észrevenni azt, hogy a két szöveg hasonló, ha a késleltetés egy bizonyos kritikus időtartamon belül marad. Ráadásul, ha a nem figyelt fülbe érkező szöveg jön előbb, a kritikus időtartam lényegesen rövidebb – a nem figyelt információt tehát gyorsan elfelejtjük.
Ezek alapján a szelekció során a figyelt információk feldolgozása intenzívebb, mint a nem figyelteké – azaz a korai szelekció valójában csak csillapítás és nem szűrés.

#### Késői szűrési modell (Late selection)
Felvetődött azonban, hogy a nem figyelt ingerekről is kialakul a jelentés, úgy, hogy ennek nem vagyunk tudatában, tehát nem is tudunk róla beszámolni. A késői szelekciós elmélet Deutsch és Deutsch (1963), illetve Norman (1968) nevéhez kötődik.
Lewis (1970) – dichotikus kísérletében – a nem figyelt fülbe időnként a figyelt szöveggel kapcsolatban álló jelentésű szavakat adott. Ezeknél a figyelt szöveg visszamondása lelassult.
McKay (1973) eredményei szerint a nem figyelt fülbe adott szavak jelentése befolyásolta a figyelt fülbe adott kétértelmű mondatok jelentésének értelmezését. Newstead és Dennis (1979) kísérletében nem mutatkozott a McKay által leírt hatás, amikor a nem figyelt fülbe a kritikus szavak nem egyenként, hanem mondatok részeként jelent meg.
Corteen és Wood (1972) áramütéssel társított egyes szavakat, ezáltal a szavak – mint veszélyre figyelmeztető ingerek - a bőr elektromos vezetésének fokozódását váltották ki – ez a válasz akkor is megjelent, ha a szavak nem a figyelt fülbe érkeztek. Dawson és Schell (1982) eredményei szerint dichotikus helyzetben a figyelem időről időre átkapcsol a nem figyelt ingerekre, a bőrvezetéses válasz csak akkor jelent meg, amikor a kritikus szavak épp ezekre a szakaszokra estek.
A korai és késői szűrés között a hagyományos kísérletezés nem tudott dönteni, a két lehetőség közötti választás hosszú kutatássorozatot indított el. A továbblépést azok a vizsgálatok jelentették, melyekben azt vizsgálták, milyen feltételek mellett és milyen mélyen szólhatnak bele az érzékelési-észlelési folyamatokba a felülről lefele ható (modellvezérelt) folyamatok, azonos szelekciós elvek érvényesülnek-e a látás és a hallás esetében, és milyen mechanizmusok biztosítják a szelekció típusait.